# Bacolod

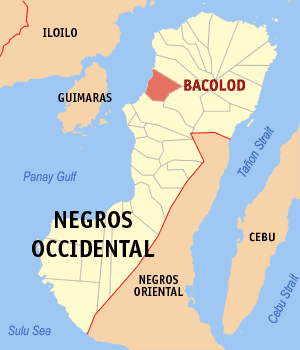
Położenie miasta

Bacolod – miasto i port na Filipinach, na północno-zachodnim wybrzeżu wyspy Negros, nad Cieśniną Guimaras. Jest ośrodkiem administracyjnym prowincji Negros Occidental. W 2010 roku jego populacja liczyła 511 820 mieszkańców. 
W mieście rozwinięty przemysł przetwórczy trzciny cukrowej, centrum handlu cukrem i ryżem, uniwersytet (zał. w 1941), lotnisko.

## Miasta partnerskie
- Kamloops, Kanada
- Singaraja, Indonezja
- Butuan, Filipiny
- Legazpi, Filipiny
- Marikina, Filipiny
- Naga, Filipiny
- Parañaque, Filipiny
- Andong, Korea Południowa
- Keelung, Republika Chińska
- Long Beach